# Ртутьгадолиний
Ртутьгадоли́ний — бинарное неорганическое соединение, интерметаллид
гадолиния и ртути
с формулой GdHg,
кристаллы.

## Получение
- Сплавление стехиометрических количеств чистых веществ:

{\displaystyle {\mathsf {Gd+Hg\ {\xrightarrow {615^{o}C}}\ GdHg}}}

## Физические свойства
Ртутьгадолиний образует кристаллы кубической сингонии, пространственная группа P m3m, параметры ячейки a = 0,3672 нм, Z = 1,
структура типа хлорида цезия CsCl
.
Соединение образуется по перитектической реакции при температуре 615 °C или
конгруэнтно плавится при температуре ≈1200 °C.